# مینانک (ایلینوی)
مینانک، ایلینوی (به انگلیسی: Minonk, Illinois) یک شهر در ایالات متحده آمریکا با جمعیت ۲٬۱۶۸ نفر است که در ایلی‌نوی واقع شده‌است.